# Форсвил ан Виме
Форсвил ан Виме (фр. Forceville-en-Vimeu) насеље је и општина у североисточној Француској у региону Пикардија, у департману Сома која припада префектури Амјен.
По подацима из 2011. године у општини је живело 260 становника, а густина насељености је износила 87,54 становника/km². Општина се простире на површини од 2,97 km². Налази се на средњој надморској висини од 108 метара (максималној 119 m, а минималној 72 m).

## Демографија
| 1962. | 1968. | 1975. | 1982. | 1990. | 1999. | 2011. |
| ----- | ----- | ----- | ----- | ----- | ----- | ----- |
| 262   | 310   | 306   | 279   | 261   | 262   | 260   |

График промене броја становника у току последњих година